# Фернанду Аніш
Ферна́нду А́ніш (порт. Fernando Anes; ? — 1219) — португальський лицар, магістр Авіського ордену (1196—1219). Учасник Реконкісти. Обраний магістром після загибелі Гонсалу Вієгаша, керував 22 роки. Отримав від папи Іннокентія III визнання свого братства на умовах входження до складу Калатравського ордену (1202). Через віддаленість Евори від мусульманських земель вирішив перенести резиденцію ордену до прикордоння. Одержав від португальського короля Афонсу II землі в Авіші (1211). Розпочав будівництво Авіського замку (з 1214), куди згодом переселився з братами-лицарями. Отримав від інфанти Мафалди укріплення Сейї (1215). Титулувався як «магістр Калатравського ордену в Португалії» (лат. magister Ordinis Calatraven in Portugal). Також – Фернанду Анніш (порт. Fernando Annes), Фернан Аніш (порт. Fernão Anes), Фернан Еаніш (порт. Fernão Eanes), Фернан Суаріш (порт. Fernão Soares), Фернан де Аніш (порт. Fernão de Anes).